# Burschenwanderung
Burschenwanderung ist eine Polka-française von Johann Strauss Sohn (op. 389). Das Werk wurde am 7. Dezember 1880 als Chorfassung im Sofienbad-Saal in Wien erstmals aufgeführt. Die Uraufführung der Orchesterversion fand am 6. März 1881 im Konzertsaal des Wiener Musikvereins statt.

## Einzelnachweis
1. ↑  Quelle: Englische Version des Booklets (Seiten 56 und 137) in der 52 CDs umfassenden Gesamtausgabe der Orchesterwerke von Johann Strauß (Sohn), Hrsg. Naxos (Label). Die Orchesterversion ist als neunter Titel auf der 19. CD und die Chorversion als zehnter Titel auf der 52. CD zu hören.